# Si c'était demain
Si c'était demain ou Les Diamants de la vengeance  ou Le Destin d'une femme au Québec (If Tomorrow Comes littéralement « Si demain voit le jour ») est une mini-série en trois parties, basée sur le roman policier de Sidney Sheldon et diffusée du 16 mars 1986 au 18 mars 1986 sur le réseau CBS.
En France, le feuilleton a été diffusé à partir du 20 septembre 1986 sur La Cinq. Rediffusion à partir du 28 février 1990, sous le titre Les Diamants de la vengeance sur Antenne 2 (faisant référence au feuilleton australien La Vengeance aux deux visages qui triomphait alors sur TF1). La mini-série reprendra son premier titre lors de sa rediffusion dans La Saga du samedi du 17 septembre 1994 au 24 septembre 1994 sur M6, puis Téva. Diffusion sur 6ter le samedi 12 novembre 2016.
Au Québec, elle a été diffusée sous le titre Le Destin d'une femme du 5 avril 1988  au 19 avril 1988 sur le réseau Télé Métropole.

## Synopsis
Tracy Whitney est une belle jeune femme qui se retrouve incarcérée pour un crime qu'elle n'a pas commis. À sa sortie de prison, afin de survivre, elle devient voleuse de bijoux et prépare sa vengeance. Elle croise sur son chemin Jeff Stevens, mal marié, qui deviendra son allié.

## Distribution
- Madolyn Smith-Osborne (VF : Annie Balestra) : Tracy Whitney
- Tom Berenger (VF : Michel Derain) : Jeff Stevens
- David Keith (VF : Hervé Jolly) : Daniel Cooper
- Richard Kiley (VF : Gabriel Cattand) : Gunther Hartog
- Susan Hess (VF : Sylvie Feit) : Louise Hollander
- Jeffrey Jones : Budge Hollander
- John Laughlin (en) (VF : Éric Legrand) : Charles Stanhope
- CCH Pounder (VF : Michèle Bardollet) : Ernestine Littlechap
- Harold Sylvester (VF : Pascal Renwick) : Al
- Lane Smith (VF : Roger Lumont) : directeur Brannigan
- Liam Neeson (VF : Julien Thomast) : inspecteur André Trignant
- Joe Cortese (VF : Joël Martineau) : Joe Romano
- Maryam d'Abo : Solange
- George Baker : Maximilien Pierpont

## Sortie DVD
L'œuvre est disponible en deux DVD (DVD 1 de 135 minutes, DVD 2 de deux fois 85 minutes) depuis 2009 chez Koba Films Video, l'éditeur ne présente que la version française.

## Anecdote
Lors de la dernière scène, lorsque Tracy prend l’avion, elle se retrouve à côté de l’insaisissable Maximilien Pierpont. Elle lit à ce moment-là The Naked Face de Sidney Sheldon, l’auteur du roman Si c’était demain.